# Gringoire
Pour les articles homonymes, voir Gringoire (homonymie).
 (avril 2023).
Si vous disposez d'ouvrages ou d'articles de référence ou si vous connaissez des sites web de qualité traitant du thème abordé ici, merci de compléter l'article en donnant les références utiles à sa vérifiabilité et en les liant à la section « Notes et références ».
Gringoire est un hebdomadaire politique et littéraire français de droite fondé en 1928 par Horace de Carbuccia assisté de Georges Suarez et de Joseph Kessel.
C'est l'un des grands hebdomadaires de l'entre-deux-guerres, selon une formule inventée par le journal Candide, et qui est reprise, non seulement par Gringoire, mais aussi par les hebdomadaires de gauche Vendredi et Marianne : une place importante accordée à la politique, une page littéraire de qualité, de grands reportages et de grands feuilletons (en l'occurrence avec Pierre Drieu la Rochelle et Francis Carco), des dessins satiriques (le principal dessinateur de Gringoire est Roger Roy), une présentation simple.

## Du centre droit à la droite nationaliste
D'emblée, Gringoire est pamphlétaire. C'est même le principal trait commun d'un journal que Carbuccia lui-même définit comme « une macédoine ». Le marxisme et la gauche en général sont ses cibles favorites. Il représente le courant de droite qui appuie le gouvernement d'union nationale de Raymond Poincaré, avec un esprit ancien combattant qui imprègne le journal jusqu'à la fin. Gringoire mène des campagnes de presse contre le communisme, comme celle dirigée contre l'Allemand Hugo Eberlein. 
La direction du périodique est alors suffisamment éclectique pour accueillir vers 1928-1930 des caricatures de Romanin, pseudonyme du sous-préfet Jean Moulin, radical et républicain irréprochable.  
Après le 6 février 1934, suivant le mouvement général de radicalisation de la vie politique française, l'influence de l'Action française se fait sentir bien que Gringoire ne soit pas monarchiste. En octobre 1935, il se prononce contre les sanctions internationales imposées à l'Italie fasciste après son invasion de l'Éthiopie. Gringoire se montre favorable au régime italien, ainsi qu'à la dictature de Salazar au Portugal, tout en dénonçant le nazisme. Son envoyé spécial en Allemagne, Xavier de Hauteclocque, signe plusieurs articles retentissants dénonçant le national-socialisme avant de mourir en 1935, peut-être empoisonné par les services hitlériens. 
Ce périodique développe également une anglophobie de plus en plus marquée. Henri Béraud, rédacteur du journal, publie, dans l'édition du 11 octobre 1935, un article humoristique intitulé « Faut-il réduire l'Angleterre en esclavage ? » De 1930 à 1936, le journal, d'abord germanophobe et nationaliste, glisse vers une hostilité à la guerre contre l'Allemagne en raison de la faiblesse militaire de la France au moment où le militarisme monte en Allemagne.
Romain Gary publia deux nouvelles dans Gringoire : L'Orage (le 15 février 1935), puis Une petite femme (le 24 mai 1935), sous son véritable nom, Roman Kacew. Lorsque le journal, considéré comme « fortement orienté à droite, puis à l'extrême droite », afficha des idées hostiles à l'arrivée en France de Juifs étrangers, Gary renonça à envoyer ses écrits, malgré l'importante rétribution versée à la publication (1 000 francs la page — six colonnes — en 1935).

## Du nationalisme au vichysme
À partir de 1936, a lieu une deuxième évolution. L'antibellicisme et l'hostilité ouverte à l'égard de la gauche convergent : les partisans de la guerre sont présentés comme les partisans de l'extension du communisme. Cette thèse se teinte d'antisémitisme et de xénophobie chez certains journalistes, bien que plusieurs collaborateurs du journal soient juifs ou d'origine juive. Les Juifs sont accusés de vouloir la guerre pour renverser le régime nazi malgré la faiblesse militaire de la France. Le journal relaie la théorie du complot selon laquelle certains Juifs seraient aussi les meilleurs agents du communisme en France, et favoriseraient l'immigration, honnie par Gringoire. Le 10 novembre 1938, Gringoire titre : « Chassez les métèques ».
Le Front populaire français et le Front populaire espagnol sont vitupérés par l'hebdomadaire. Il prend parti pour les putschistes franquistes pendant la guerre civile espagnole, par opposition au communisme. En 1939, après la chute de la république espagnole, le journal dénonce violemment l'arrivée de réfugiés sur le sol français : « L'armée du crime est en France, qu'allez-vous en faire ? », interroge-t-il en une. Après la publication, par L'Action française d'un article calomnieux accusant Roger Salengro d'avoir déserté pendant la Première Guerre mondiale, Gringoire lance une campagne de dénigrement contre le ministre de l'Intérieur du Front populaire (L'Action française ne fait plus que reprendre les accusations mensongères de Gringoire, désormais à la pointe). Quand Salengro se suicide, Gringoire ne manifeste aucun regret. 
L'ancien président du Conseil André Tardieu est éditorialiste de 1936 à 1939. Après l'attaque cérébrale de celui-ci, Philippe Henriot et Roland Dorgelès rejoignent la rédaction.
Dans les années 1930, Gringoire est très apprécié — de même que Candide, L'Action française et Je suis partout — dans les milieux de la droite roumaine. Ses numéros se vendent très bien à Bucarest.
L'hebdomadaire approuve les accords de Munich, ce qui provoque un conflit entre Tardieu (opposé aux accords) et Béraud (qui y est favorable). Au printemps 1939, Gringoire critique l'invasion de la Tchécoslovaquie par l'Allemagne, et, de juillet 1939 à mai 1940, se rallie à la politique de défense nationale. Le 10 octobre 1940, l'arrestation de Marcel Bloch est saluée par Michel Labruyère dans le journal. 
Après la défaite de 1940, Gringoire se replie en zone libre et approuve l'armistice du 22 juin 1940, puis la Révolution nationale du maréchal Pétain tout en refusant les subventions du régime. Si certains des journalistes pratiquent une collaboration idéologique, Horace de Carbuccia opte plutôt, selon Pascal Ory, pour une collaboration « de calcul » et soutient ses collaborateurs juifs ou résistants[réf. nécessaire]. Il arrête la parution du journal le 26 mai 1944 (N° 795).
Parmi les collaborateurs du journal figurent Pierre Gaxotte, historien, académicien français, maurrassien, et Irène Némirovsky, écrivaine d'origine russe, juive convertie au catholicisme. Après le début de la guerre, Gringoire a continué à la publier, sous pseudonyme, jusqu’à son arrestation, en 1942, par la gendarmerie française et sa remise aux Allemands.
Le correspondant militaire de Gringoire, l’officier de marine Henri Pelle-Desforges, était résistant. Arrêté par les Allemands, il sera déporté au camp de Buchenwald où il meurt en 1944.